# Il figlio di Sinbad
Il figlio di Sinbad (Son of Sinbad) è un film fantasy stereoscopico del 1955, diretto da Ted Tetzlaff con Vincent Price nel ruolo del poeta persiano Omar Khayyam.

## Trama
Il regno di Sinbad prosegue con l'ascesa al trono del figlio che, un giorno, si fa sorprendere nel palazzo di una donna, quindi viene imprigionato per ordine del Califfo.
Si fa liberare in cambio della cosiddetta "Formula del greco" per sconfiggere il crudele Tamerlano.

## Produzione
Le riprese del film, prodotto dalla RKO Radio Pictures, durarono da metà maggio a metà giugno 1953.

## Distribuzione
Il copyright del film, richiesto dalla RKO Radio Pictures, Inc., fu registrato il 31 maggio 1955 con il numero LP4860.